# 米耶日 (汝拉省)
米耶日（法語：Mièges，法語發音：[mjɛʒ]）是法国汝拉省的一个市镇，属于隆斯勒索涅区。该市镇于2016年由原米耶日与市镇埃塞尔瓦勒孔布和莫尔普雷合并而成。

## 地理
米耶日（46°46'57"N, 6°2'13"E）面积7.68 平方千米，位于法国勃艮第-弗朗什-孔泰大區汝拉省，该省份为法国东部内陆省份，北起上索恩省，西北接科多尔省，西临索恩-卢瓦尔省，南至安省，东与杜省和瑞士接壤。
与米耶日接壤的市镇（或旧市镇、城区）包括：埃塞尔瓦勒塔特尔、桑索、米尼奥维拉尔、隆科雄、诺兹鲁瓦、杜瓦、翁格利耶尔、普莱尼塞特、普莱尼斯。
米耶日的时区为UTC+01:00、UTC+02:00（夏令时）。

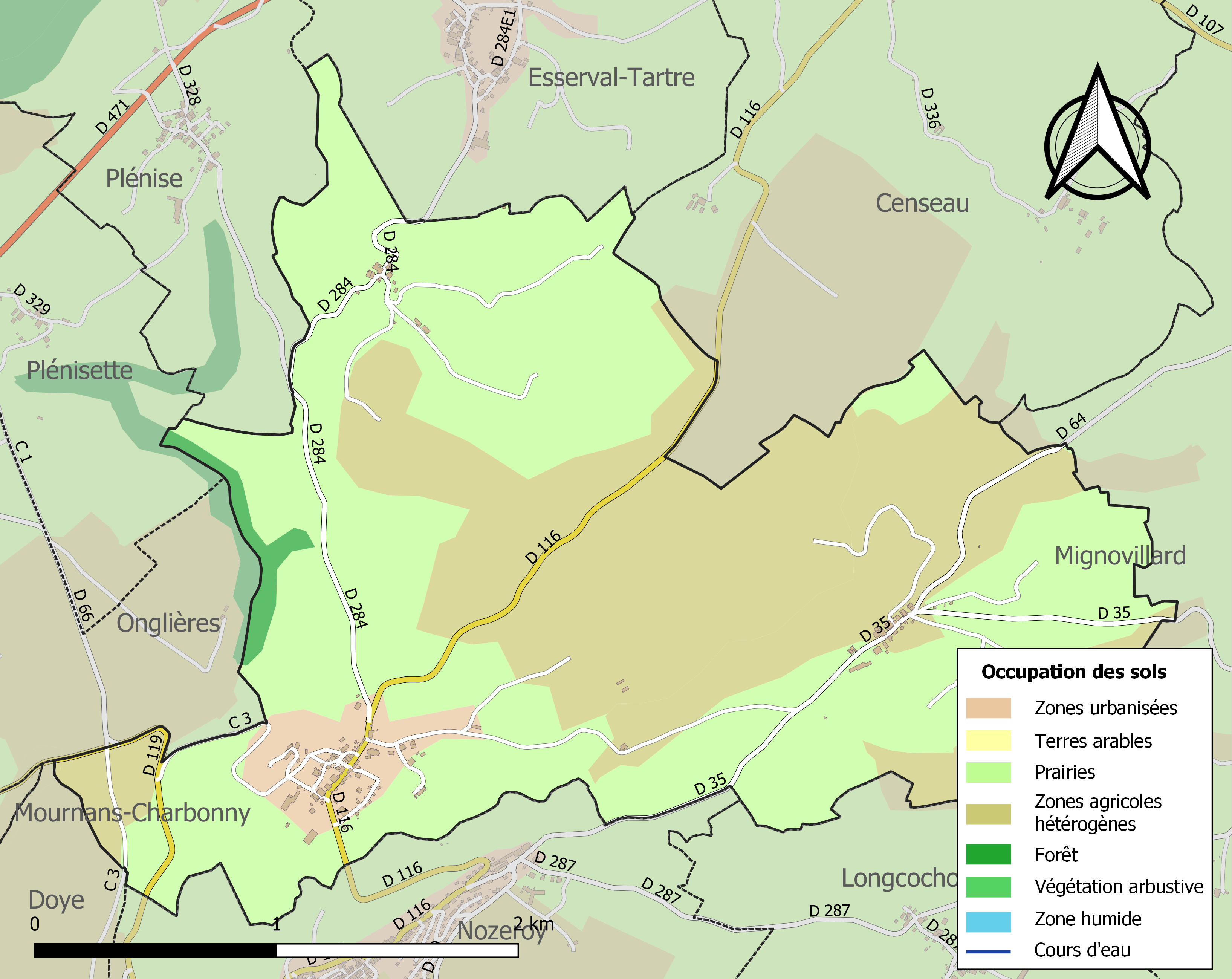
米耶日的OSM定位图

## 行政
米耶日的邮政编码为39250，INSEE市镇编码为39329。

## 政治
米耶日所属的省级选区为圣洛朗昂格朗沃县。

## 人口

1962-2008年间米耶日人口变化图示

米耶日于2022年1月1日时的人口数量为165人。